# Aciagrion migratum
Aciagrion migratum е вид водно конче от семейство Coenagrionidae. Видът е незастрашен от изчезване.

## Разпространение
Разпространен е в Китай, Провинции в КНР, Северна Корея, Тайван, Южна Корея и Япония (Кюшу, Хоншу и Шикоку).

## Описание
Популацията им е нарастваща.